# 慶安の変
慶安の変（けいあんのへん）は、慶安4年（1651年）4月から7月にかけて起こった事件。由比正雪の乱、由井正雪の乱、慶安事件とも呼ばれることがある。主な首謀者は由井正雪、丸橋忠弥、金井半兵衛、熊谷直義であった。

## 経緯

### 由井正雪と社会状況
由井正雪は優秀な軍学者で、各地の大名家はもとより徳川将軍家からも仕官の誘いが来ていた。しかし、正雪は仕官には応じず、軍学塾・張孔堂を開いて多数の塾生を集めていた。
この頃、江戸幕府では3代将軍・徳川家光の下で厳しい武断政治が行なわれていた。関ヶ原の戦いや大坂の陣以降、多数の大名が減封・改易されたことにより、浪人の数が激増しており、再仕官の道も厳しく、鎖国政策によって山田長政のように日本国外で立身出世する道も断たれたため、巷には多くの浪人があふれていた。浪人の中には、武士として生きることをあきらめ、百姓・町人に転じるものも少なくなかった。しかし、浪人の多くは、自分たちを浪人の身に追い込んだ御政道（幕府の政治）に対して否定的な考えを持つ者も多く、また生活苦から盗賊や追剥に身を落とす者も存在しており、これが大きな社会不安に繋がっていた。
正雪はそうした浪人の支持を集めた。特に幕府への仕官を断ったことで彼らの共感を呼び、張孔堂には御政道を批判する多くの浪人が集まるようになっていった｡

### 計画と露見
そのような情勢下の慶安4年（1651年）4月、徳川家光が48歳で病死し、後を11歳の息子・徳川家綱が継ぐこととなった。新しい将軍がまだ幼く政治的権力に乏しいことを知った正雪は、これを契機として、幕府の転覆と浪人の救済を掲げて行動を開始する。計画では、まず丸橋忠弥が幕府の火薬庫を爆発させて各所に火を放って江戸城を焼き討ちし、これに驚いて江戸城に駆け付けた老中以下の幕閣や旗本など幕府の主要人物たちを鉄砲で討ち取り、家綱を人質に取る。それと同時に正雪が京都の後光明天皇を誘拐して政治の実権を奪い取る手筈であった。
しかし、一味に加わっていた奥村八左衛門の密告により、計画は事前に露見してしまう。慶安4年（1651年）7月23日にまず丸橋忠弥が江戸で捕縛される。その前日である7月22日に既に正雪は江戸を出発しており、計画が露見していることを知らないまま、7月25日駿府に到着した。駿府梅屋町の町年寄梅屋太郎右衛門方に宿泊したが、翌26日の早朝、駿府町奉行所の捕り方に宿を囲まれ、自決を余儀なくされた。その後、7月30日には正雪の死を知った金井半兵衛が大坂で自害、8月10日に丸橋忠弥が磔刑とされ、計画は頓挫した。

### 事件後の影響
御側・中根正盛は配下の与力（諜報員）を諸方に派遣して事件の背後（幕臣中の武功派勢力と正雪との関係）を徹底的に詮索し、特に紀州の動きを注視した。密告者の多くは、老中・松平信綱や正盛が前々から神田連雀町の裏店にある正雪の学塾に、門人として潜入させておいた者であった。駿府で自決した正雪の遺品から、紀州藩主・徳川頼宣の書状が見つかり、頼宣の計画への関与が疑われた。しかし後に、この書状は偽造であったとされ、表立った処罰は受けなかったものの、頼宣は武断（武功）派の盟主であったが為に、幕閣（信綱と正盛）の謀計によって幕政批判の首謀者とされ、10年間、紀州への帰国は許されず、江戸城内で暮らした。頼宣の失脚により武断（武功）勢力は一掃された。
江戸幕府では、この事件とその1年後に発生した承応の変を教訓に、老中・阿部忠秋らを中心としてそれまでの政策を見直し、浪人対策に力を入れるようになった。改易を少しでも減らすために末期養子の禁を緩和し、各藩には浪人の採用を奨励した。その後、幕府の政治はそれまでの武断政治から、法律や学問によって世を治める文治政治へと移行していくことになり、奇しくも正雪らの掲げた理念に沿った世となるに至った。

## 題材とした作品
- 歌舞伎『慶安太平記』
- 星新一 - 短編小説『正雪と弟子』
- 池波正太郎 - 短編小説『槍の忠弥』
- 山本周五郎 - 小説『正雪記』
- 野村胡堂 - 小説『銭形平次捕物控』一話「南蛮秘法箋」
- 横山光輝 - 漫画『伊賀の影丸』『時の行者』
- 長編ドラマ『寛永風雲録』
- TVドラマ『江戸を斬る　梓右近隠密帳』
- TVドラマ『徳川三国志』